# Smells Like Me
Smells Like Me è un singolo promozionale del cantante statunitense Charlie Puth, pubblicato il 2 settembre 2022 e incluso nel terzo album in studio Charlie.

## Descrizione
Il brano è stato descritto dal sito Uproxx come "un mix di pop moderno e una ballad synth-pop in stile anni '80" e nel testo Puth fa riferimento a una relazione passata, esprimendo il suo desiderio che la giacca della sua vecchia fiamma abbia ancora il suo odore, da cui il titolo della canzone.
Una prima anteprima del brano è stata condivisa il 15 novembre 2021 da Puth sul suo account TikTok, ma il video è stato successivamente rimosso.

## Classifiche
| Classifica (2022) | Posizione massima |
| ----------------- | ----------------- |
| Corea del Sud     | 155               |